# Lord-lieutenant du Midlothian
Ceci est une liste de personnes qui ont servi comme Lord Lieutenant du Midlothian (aussi connu sous le nom Edinburghshire).
- Henry Scott, 3e duc de Buccleuch 17 mars 1794 – 11 janvier 1812
- Charles Montagu-Scott, 4e duc de Buccleuch 25 janvier 1812 – 20 avril 1819
- William Kerr, 6e marquis de Lothian 8 juin 1819 – 27 avril 1824
- George Douglas, 16e comte de Morton 2 juin 1824 – 17 juillet 1827
- Walter Montagu-Douglas-Scott, 5e duc de Buccleuch 3 janvier 1828 – 16 avril 1884
- Archibald Primrose, 5e comte de Rosebery 17 mai 1884 – 21 mai 1929
- Harry Primrose, 6e comte de Rosebery 8 octobre 1929 – 1964
- Sir Maxwell Inglis, 9e baronnet 4 juin 1964 – 1972
- Sir John Dutton Clerk, 10e baronnet 11 juillet 1972 – 1992
- Capt. George Burnett† 31 janvier 1992 – 2003[1]
- Patrick Prenter 23 août 2003 – 18 octobre 2013
- Sir Robert Maxwell Clerk, baronnet. 18 octobre 2013 – présent (Vice Lord-Lieutenant depuis 2011[2])

†Connu sous le nom de Lord-Lieutenant dans la région de Lothian (district de Midlothian) jusqu'en 1996

## Deputy Lieutenants
- Major Robert Dundas 23 février 1901 [3]
- Major Robert Gordon Gordon-Gilmour 23 février 1901 [3]
- Colonel Robert George Wardlaw Ramsay 23 février 1901 [3]

Pour la City d'Édimbourg voir Liste des Lord Provosts d'Édimbourg